# Церковь Воздвижения Креста Господня (Погост Крест)
Церковь Воздвижения Креста Господня — православный храм на территории монастыря Сошествия Креста Господня. Монастырь расположен в селе Погост Крест Ильинского района Ивановской области, недалеко от села Антушково.

## История
Церковь была построена в 1766—1776 годах. Представляла собой двусветный пятиглавый четверик с трапезной. Второй престол находился в храме во имя Святителя Николая Чудотворца, с севера к нему примыкал одноглавый придел во имя Покрова Пресвятой Богородицы. В первой половине XIX века к храму были пристроены западная паперть и трёхъярусная колокольня, построенная в стиле классицизм.
Была закрыта в 1930-х годах. Разобрана на кирпич в 1974 году. Уцелели лишь два яруса колокольни и часть стен северного придела.
В начале 2000-х годов попечением игумена Бориса (Храмцова) на старом месте соорудили новую церковь, а в конце 2000-х был восстановлен придел во имя Покрова Пресвятой Богородицы.